# Kada Mihály Általános Iskola
A Kada Mihály Általános Iskola Budapest X. kerületében, Kőbányán található a Kada utca 27-29. szám alatt.

## Története

### Kezdetek, az iskola alapításának körülményei
Kőbánya közigazgatási szempontból a XIX. század közepén Pest – Józsefváros városrészéhez tartozott. Iskoláztatás Kőbánya, mint önálló városrész-szerű fejlődése ellenére is, messzire volt a kőbányai lakóhelyekhez. Kőbánya állandó lakossága igaz ez időben alig érte el az ötszáz főt, mégis a gyerekek iskoláztatásáról gondoskodni kellett. Pest város tanácsa 1856-ban határozatot hozott iskola felállításáról, a mai Kápolna tér mellett létesült. Az iskola kőbánya rohamosan növekvő számú lakosságával arányosan növekedett, Kőbánya egész területéről idejártak. Külső Kőbánya Újhegy felé eső területein is igény merült fel iskola felállítására, amely 1870-ben felállítottak, de a tanulói létszám túlnyomó része a Gyömrői út környékéről érkezett. A gyerekek, hóban sárban, kiépített köves út nélkül, hosszas gyaloglást követően tudtak iskolába járni az Újhegyen. Hamarosan egyébként ez az iskola megszűnt. Lakosság beadvánnyal kereste meg Pest város iskolaszékét, hogy vizsgálja ki az ügyeket külső Kőbányán. Bojta Gergely tanfelügyelő látogatásának eredményeként írásban jelentette feljebbvalóinak a tarthatatlan állapotokat, amelyet tapasztalt. Az iskolaszék a vizsgálat következményeként 1873 július 9-én határozatot hozott, amelynek értelmében két tanteremből álló iskola felállítását kezdeményezte a Gyömrői úton. Az iskolaszék kibérelte az ún. Kalenda-féle házat 500 forintért, s megnyílhatott ősszel már az új iskola, amelyet Gyömrői úti Tanoda néven jegyeztek be. Az iskola a jelenlegi Kada utca és Gyömrői út saroképülete volt. Ebből az iskolából fejlődött ki később a Kada utcai Népiskola, később Kada utcai Általános Iskola, a mai iskolai jogelődje. A Gyömrői úti Tanoda 26 tanulóval kezdett, amely létszám a következő tanévre már 71 főre növekedett.

### A jelenlegi főépület megépítésének körülményei
Külső-Kőbánya robbanás szerű fejlődése megállíthatatlanul növelte az állandó lakosok számát. A Magnezitipari Rt, a Schuler József írószergyára, a Seiffert Nővérek téglagyára, a közeli sörgyárak, a Lampart Művek Rt, A Radiátor Gyár Rt... mind megannyi munkáskéz foglalkoztatását jelentette. A Gyömrői úti Tanoda két kis tanterme hamar szűknek bizonyult. A bérelt két kis helyiség helyett, most már elengedhetetlen szükség volt egy igazi és állandó iskolaépület kialakítására. Ez az új épület 1881-ben épült meg a mai Kada utca és Cserkesz utca sarkán. Az egykori a Gyömrői úti Tanoda épülete ma is áll, igaz 1928 óta római katolikus kápolna. A beiskoláztatások száma azonban rohamosan nőtt. Az 1883-84-es tanévben még 161 tanuló volt, de az 1894-95-ös évben már 362 gyermek iratkozott be a Gyömrői úti Tanodába. Az iskola épülete igen hamar szűknek bizonyult. A tarthatatlan helyzet megoldására a Cserkesz utcától a Petrőczy utcáig húzódó hatalmas telket biztosítottak, melynek alsó részén kezdték meg az iskola felépítését 1896-ban és vele egy időben a kisdedóvót 128.546 forintért. Az emeletes, 10 tantermes iskola az első tanévben 122 fiút és 161 leányt fogadott. Az épületben igazgatói lakás és két altiszti lakás is elhelyezésre került. Az üresen maradt, és az Óhegyre felfutó telekrészen pedig díszkert, szőlős és konyhakert létesült, melyet az ismétlő iskolások műveltek meg. Az új iskola felvette a Kada utcai Elemi Népiskola nevet, az időközben még 1899-ben Kada utcának elnevezett egykori névtelen utca neve kapcsán. Az utca elnevezése az egyesített főváros első alpolgármestere, Kada Mihály emléke előtt tisztelgett. A felépült iskolába fokozatosan kezdődött el az oktatás, az első teljes működési év 1902 volt, miközben a szomszédos Cserkesz utcai épület osztálytermei is be voltak kapcsolva az oktatásba.

### A nehéz esztendők
Még a századforduló után is Kőbánya elmaradott területnek számított Budapest más területeihez képest. Egy 1908-as statisztika szerint a főváros 167 elemi iskolájából Kőbánya lakosságának csak 3 jutott. 1908-ban a Kada utcai Elemi Népiskolában 751 gyereket oktattak 18 osztályban 12 tanteremben. Az előírt férőszámot, mely 600 volt, itt 151-gyel lépték túl.
Az 1910-es évekre a teremhiány már az oktatás eredményességét is komolyan veszélyeztette. Ideiglenes megoldásként 1912-ben az iskola udvarára felállítottak egy 8 tantermes barakképületet, melybe a leánytanulók költöztek át. A barakk nem volt jól fűthető, a falak vékonyak voltak, s nemcsak az énekórák hatottak zavarólag a szomszédos osztályok tanítására, de a normális beszéd is keresztül hallatszott a vékony falakon. Világítás nem volt benne.

Az első világháború kihatott az iskola életére is, tanítási szüneteket rendeltek el azokon a napokon melyeken élelmiszerjegyeket osztottak. A központilag elrendelt tanítási szünetek száma hetekre üres tantermeket eredményeztek, az egyébként is magas hiányzási arányszámok mellé. Fűtéskorlátozás, szénhiány is gyakori jelenség volt ekkoriban, miközben a környék gyárainak száma egyre emelkedett, s velük az iskolába járó gyerekek számai is növekedtek. Hogy kenyeret adjon az iskola a gyerekek kezébe, nem csupán oktatást és nevelést biztosítson, az iskola mögötti hegyoldalban önálló gazdálkodást folytatott. Konyhakert, méhészet, veteményes állt a diákok rendelkezésére. Hivatalosan is az 1922/1923-as tanévtől kezdve Gazdasági Kisegítő Iskola-ként is működött. Délutánonként és hétvégeken mezőgazdasági ismeretekre oktatták az itt tanulókat. Ezen közben az 1932/1933-as tanévben 23 osztály tanult 19 tanteremben. A felállított barakképület állapota az eltelt húsz év során rohamosan romlott. Életveszélyessé vált, oktatás tovább nem volt benne folytatható. Részlegese lezárták, majd 1934-ben lebontották. Ablakait az akkoriban a közelben felépülő kőbányai Sibrik Miklós úti iskola építésénél használták fel.
Az így lecsökkenő tanításra alkalmas osztályok számát diákok szétosztásával oldották meg ideiglenesen. Négy osztályt más iskolába telepítettek át, így az V-VI. fiúosztály a Kápolna téri, az V.-VI. leányosztály az Ihász utcai iskolába kerültek. Az iskola konyháján 1938-ban már a több éve ingyen étkező diákok és családok száma közel 100 volt, ezért is érintette az iskola életét súlyosan a konyha bezárása, amelyet a létszám rohamos csökkenésével igazoltak. A létszámcsökkenés legfőbb oka, a közben felépült Sibrik Miklós úti Népiskola megnyitása volt, amely több száz közelben lakó diák életében hozott változást. 1940 szeptemberében már csak 291 tanuló járt a Kada utcai iskola, 9 osztályban. A háborús évek alatt különböző segélyekkel próbáltak a tanulók leromlott életkörülményein javítani. 1943-ban már a tanítás folyamatosságát is veszélyeztette a háború. A téli szünetet például központilag január 25-ig hosszabbították meg. 1944-ben az iskolát német katonák foglalták le. A tanítók és a tanulók a Kápolna téri iskolába kerültek ez idő alatt, miközben a tanulókat állandó veszély fenyegette az állandó bombázás miatt, a tanítás azonban nem állt meg a pincében sem. 1945. március 5-én részlegesen megindult a tanítás. Az iskola rendbehozatala, a termek helyreállítása folyamatos munka eredménye volt. Az iskola épületét 15 belövés érte. Cseréptetőzete hat helyen átszakadt, aminek következtében az esőzéstől az emeleti helyiségek mennyezete átázott. A tornatermet istállónak használták 1944-45-ben, berendezése erősen megrongálódott, linóleum padlózata teljesen tönkrement, és mennyezete is megsérült, a tornaterem erősen beázott. A helyreállítási munkák alatt két talicskára való lőszert és 20-25 db kézigránátot találtak. A megrongálódott ablaküvegeket részben üvegezték, részben olajos papirossal vonták be. Kezdetben 2 tanteremben, osztályonként elkülönítve 2-2 órai időtartamban folyt az oktatás.

### 1945-től 1950-ig
1945. január 19-től a jelentkező tanulókat "napközi otthon szerüleg " foglalkoztatták, vagyis tényleges tanrend-szerinti oktatás nem folyt. Közben a munkára képes tanítók folyamatosan rendbe hozták az iskola szertárait, könyvtárát és néhány tantermét ennek köszönhetően 1945. március 5-én részlegesen megindulhatott a tanítás. Tanár kollégák tűntek el a háború során, ki időszakosan, ki végleg. Valkony Rudolf tanító például majd egy év után csont soványan érkezett vissza (1946) hadifogságból az iskolába tanítani. A tanulói létszám növekedésével párhuzamosan egyre több tantermet állítottak helyre, így az osztályokat is szét tudták bontani. 1945 szeptemberében már 9 osztályt tudtak indítani, 266 tanulóval. Az 1946 elején elkezdődött, a háború nyomait felszámoló teljes tatarozás, amely egész nap folyt az oktatással párhuzamosan. Emiatt délutános tanrend bevezetése is sor került. Újrameszelték a tantermeket, villanyszerelési és asztalos munkák folytak, és az ablakok beüvegezése is megtörtént, (akkoriban az ablaküveg hiánycikknek számított). A teljes felújítás őszre fejeződött be. Majd az iskola életét jelentősen befolyásoló rendelet látott napvilágot 1947-ben, amely az iskola körzethatárait szabályozta, egyben rendelkezett arról, hogy a rendelet visszavonásáig (2 év), az iskolában tulajdonképpen alsó-tagozatos, illetve hetedik osztályos korig felső-tagozatos oktatás folyt. A VIII. osztályos leánytanulók a kőbányai Ihász utca 27. sz. általános leányiskolába, a VIII. osztályos fiútanulói pedig a kőbányai Kápolna tér 4. sz. általános iskolába kerültek ebben az időben.
Egy évvel később, 1948-ban az iskola udvara jelentősen csökkent, ugyanis leválasztották gazdasági kertjét, s a létrejövő Gergely utcáig korlátozták a területét. Az Óhegy déli lejtőjén álló gazdasági kertet állami felügyelet alá vonták, később kiparcellázták kertes házak, és lakások építését engedélyezve.

### 1950-től 1990-ig
Az 1950-es években egyre inkább szükségessé vált az iskola épületének bővítése. 1958-ra átalakították a régi épületet, s felépítettek egy új szárnyat is, az iskola azóta változatlan.
1971-ben ünnepelte az iskola fennállásának 75. évét (ekkor ugyanis még az 1896-os dátumot tartották az alapítás dátumának).
1985-ben teljesen felújították az addigra korszerűtlenné vált intézményt, s ekkor kapta vissza az iskola azt az 1958-ban elvett udvarrészt, melyből közjátszóteret alakítottak ki annak idején.
Az 1989-es rendszerváltozás az iskola életében is változásokat hozott: önálló gazdálkodású intézménnyé alakult, s felvette mai nevét.
1990-ben a diákok, a tanárok és a szülők összefogásával beépítették a pincehelyiségeket is, ezáltal még inkább bővült az iskola.
Hanczné Szmilkó Katalin 1995 szeptemberben lett vezetője az intézménynek. Vezetése alatt az iskola a kerület egyik legnépszerűbb oktatási-nevelési intézményévé fejlődött.
A jelenlegi igazgató, Kohl Katalin 2015 szeptembere óta áll az intézmény élén.